# موریس باردونو
موریس باردونو (انگلیسی: Maurice Bardonneau؛ ۲۲ مه ۱۸۸۵ – ۳ ژوئیه ۱۹۵۸) ورزشکار دوچرخه‌سواری پیست اهل فرانسه بود.
وی در مسابقات کشوری و بین‌المللی در مجموع برندهٔ ۱ مدال طلا، ۲ مدال نقره شده‌است.